# Tetraloniella inermis
Tetraloniella inermis är en biart som först beskrevs av Heinrich Friese 1911.  Tetraloniella inermis ingår i släktet Tetraloniella och familjen långtungebin. Inga underarter finns listade i Catalogue of Life.